# 10초 F
《10초 F》는 1982년 11월 13일에 방영된 TV문학관이다.

## 줄거리
왕근(임혁주)은 촉망받는 단거리 국가대표선수이다. 그는 요즈음 슬럼프에 빠져있다. 어느 날 왕근은 무릎에 통증을 느끼지만, 대수롭지 않게 생각해 코치(백일섭)에게도 얘기하지 않는다. 계속 슬럼프에 빠져있던 왕근은 애인 장숙(김미숙)과 함께 여행을 떠나는데...

## 출연
- 임혁주
- 김미숙
- 백일섭
- 김병기
- 권기선
- 김진애
- 봉수연
- 이원종
- 맹호림
- 문창길
- 조재훈
- 박해상
- 박승규
- 임영식
- 남성식
- 서영진
- 이두섭
- 이용훈
- 최건호
- 장경옥